# The Blue Moon (film)
The Blue Moon er en amerikansk stumfilm fra 1920 af George L. Cox.

## Medvirkende
- Pell Trenton
- Elinor Field
- Harry Northrup
- James Gordon
- Margaret McWade
- Herbert Standing
- Sidney Franklin som Louie Solomon
- Frederick Monley